# Эрибея (амазонка)
Эрибея (др.-греч. Ἐρίβοια) — героиня древнегреческой мифологии, амазонка. 
Геракл и его товарищи прибыли в Темискиру, чтобы добыть пояс царицы Ипполиты, но из-за козней Геры, которая настроила амазонок против героев между ними произошло сражение. Эрибея, которая считалась одной из сильных и храбрых амазонок, стала хвалиться, что одолеет Геракла без чьей-либо помощи, но была им убита в числе других воительниц.